# Académico Sal Rei
FC Boavista is een Kaapverdische voetbalclub uit Sal Rei, gelegen op het eiland Boa Vista. In 1983 werd de club landskampioen.

## Erelijst
Landskampioen
1983